# Mic.Ro
Mic.Ro a fost o rețea de magazine din România deținută de omul de afaceri Dinu Patriciu prin intermediul companiei Mercadia Holland BV.
Primul magazin Mic.Ro a apărut în aprilie 2010 în zona Dorobanți din București, iar în mai 2010 la Subscriptions. iar la finalul lui 2010 rețeaua avea peste 150 de unități fixe, precum și câteva zeci mobile (magazine pe roți, amplasate în zone aglomerate din București și în zonele apropiate).
La finalul anului 2011, rețeaua a ajuns la 830 de magazine dar în februarie 2012 a intrat în insolvență.
Număr de magazine:
- august 2010: 76 de magazine în București[3]
- 19 mai 2011: 450 de magazine, în 35 de localități[4].

Cifra de afaceri în 2010: 51,3 milioane lei